# Бостонский Блэки и закон
«Бостонский Блэки и закон» (англ. Boston Blackie and the Law) — детективная комедия режиссёра Д. Росса Ледермана, которая вышла на экраны в 1946 году.
Это двенадцатый из четырнадцати фильмов студии Columbia Pictures об исправившемся похитителе драгоценностей по прозвищу Бостонский Блэки, роль которого сыграл Честер Моррис. В этом фильме Блэки вынужден разыскивать сбежавшую из тюрьмы заключённую Дайну Моран (Констанс Даулинг), которая намерена получить со своего сообщника, эстрадного фокусника Джона Джани (Уоррен Эш) свою долю от тех денег, которые они вместе похитили. Полиция обвиняет Блэки в организации побега, а затем и в убийстве Джени, однако в итоге ему удаётся раскрыть это убийство, вернуть похищенные деньги и спасти жизнь Дайне.
Критики невысоко оценили картину как шаблонную, надуманную и легковесную, отметив лишь удачную детективную составляющую, а также актёрское мастерство Морриса. При этом слабый сценарий, ориентированный скорее на комедию, чем на саспенс, ограничивает экранное присутствие актрис Даулинг и Труди Маршалл, в результате чего они не получают возможности раскрыть свой потенциал.

## Сюжет
Выступая с программой фокусов на ежегодном праздничном вечере по случаю Дня благодарения в женской тюрьме, бывший вор и фокусник-любитель Бостонский Блэки (Честер Моррис) просит добровольца войти в его волшебную кабину. Когда заключенная Дайна Моран (Констанс Даулинг) выражает желание принять участие в номере, он вводит её в кабину и закрывает занавеской, после чего девушка исчезает, и Блэки не может вернуть её обратно. Тюремная охрана начинает розыск Дайны, выясняя, что ей удалось покинуть территорию, после чего начальник тюрьмы даёт указание срочно вызвать инспектора полиции Фаррадэя (Ричард Лейн) и задержать Бостонского Блэки как возможного соучастника побега Дайны. Когда инспектор допрашивает Блэки в своём кабинете, ему сообщают о записке, обнаруженной под кроватью Дайны, в которой говорится: «Лампау женится в следующее воскресенье».
Фаррадэй обвиняет Блэки в том, что он помог Дайне бежать, на что тот напоминает о том, что он давал это же шоу в той же тюрьме несколько лет подряд, и за это время Дайна могла выучить его номера. И во вторых, раньше Дайна работала в шоу-бизнесе ассистентом фокусника. Фаррадэй удивляется, зачем Дайне надо было бежать, когда её оставалось всего шесть месяцев до освобождения. Пока инспектор уходит, оставляя Блэки на своего помощника, сержанта Мэтьюза (Фрэнк Салли), Блэки предлагает продемонстрировать ему, как работает волшебная кабина. Он заходит внутрь, закрывается шторой, произносит магические слова и исчезает, затем снова появляется и снова исчезает, откровенно издеваясь над Мэтьюзом. В конце концов сержант не выдерживает и топором рубит волшебную кабину, так и не обнаруживая Блэки. В этот момент появляется дежурный по участку, сообщая Фаррадэю, что Блэки только что сел в такси.
Оказавшись в городе, Блэки звонит своему напарнику Коротышке (Джордж Э. Стоун), назначая ему срочную встречу в городской библиотеке. В этот момент Фаррадэю звонит его агент Каллахэн (Кернан Криппс), сообщая, что Блэки направляется в библиотеку, и Фаррадэй немедленно выезжает. В читальном зале библиотеки Блэки просматривает подшивки старых газет в поисках информации на Дайну Моран. Он находит статью, в которой сообщается, что фокусник по имени Лампау вместе со своей ассистенткой и женой Дайной был задержан за убийство хозяина дома и кражу 100 тысяч долларов из его сейфа во время одной из вечеринок. Так как жена жертвы видела, как Дайна последовала в дом за её мужем, Дайну арестовали и осудили за грабёж на три года, а Лампау позднее отпустили. Вину пары в убийстве доказать не удалось, а деньги так и не были найдены. В этот момент в читальный зал входит Фаррадэй и Мэтьюз, и Блэки с Коротышкой, прокравшись под столами, скрываются через боковую дверь.
Блэки заходит в магазин для фокусников к старому знакомому Великому Мефистофелю, он же Бордо (Юджин Борден), который сообщает, что Лампау прямо сейчас выступает в театре «Орфей» под именем Джон Джани. Через служебный вход Блэки заходит в театр, оставляя Коротышку на улице. Представившись газетным репортёром, Блэки проходит в гримёрку Джани (Уоррен Эш), где тот представляет ему свою ассистентку Айрин (Труди Маршалл). Джани рассказывает, что они только что вернулись после успешных гастролей в Цинциннати, а в ближайшее воскресенье планируют пожениться и взять небольшой отпуск. Блэки сообщает, что Дайна Моран сбежала из тюрьмы и может появиться у Джани в любой момент. Блэки просит оставить их наедине, после чего сообщает своё настоящее имя и заявляет, что хочет не допустить, чтобы Дайна натворила чего-нибудь с Джани, а также вернуть её в тюрьму. Джани рассказывает, что с него сняли все обвинения, и когда Дайна оказалась в тюрьме, он развёлся с ней и взял новую ассистентку. Что касается похищенных 100 тысяч долларов, то полиция не имеет к нему претензий по этому поводу, хотя общественное мнение и подозревает его в том, что он замешан в этом деле. В этот момент в гримёрку врывается Дайна с пистолетом в руке. Она заявляет, что в суде взяла всю вину в ограблении на себя. Она запирает Блэки в подсобном помещении, а затем требует от Джани, чтобы он сказал, где его невеста. Она говорит, что хочет получить свои деньги, которые они договорились разделить после её выхода из тюрьмы. Джани говорит, что деньги у него украли. Когда Дайна с пистолетом надвигается на него, Джани хватает её за руку, и раздаётся выстрел в сторону, после чего Дайна сразу же сбегает через окно. Джани, руку которого задела пуля, выпускает Блэки. Затем Джани отпирает дверь в гримёрку, где сообщает Айрин и собравшимся актёрам, что это он случайно выстрелил из своего бутафорского пистолета. Когда толпа расходится, Блэки говорит Айрин, где здесь была Дайна, которая и выстелила из своего пистолета. Поскольку с пораненной рукой Джани не может выступать, Блэки вызывается выйти на сцену вместо него. Успешно проведя выступление, Блэки возвращается в гримёрку, где говорит Джани, что Дайна по всей видимости продолжит его преследование. В этой связи Блэки предлагает план: он на несколько дней выдаст себя за Джани, чтобы Дайна преследовала его, и тогда он сможет её задержать. В таком случае Джани получит защиту, а у Блэки появится возможность снять с себя подозрения со стороны полиции. Блэки просит Джани временно переехать на квартиру к своему знакомому Бёртону, который уехал в деловую командировку, а сам собирается поселиться в квартире фокусника. Коротышка позаботится о том, чтобы у Джани было всё необходимое. Когда Блэки спрашивает об украденных деньгах, Джани говорит, что Дайна провернула это дело с кем-то другим, кто и спрятал деньги, когда она попала в тюрьму. Перед уходом Блэки берёт у Джани для маскировки его кольцо и тюрбан.
Получив полицейские сводки, Фаррадэй узнаёт о ранении Джани в руку, понимая, что это может быть связано с побегом Дайны. Вскоре Фаррадэй и Мэтьюз прибывают по домашнему адресу Джани, где их встречает замаскировавшийся под него Блэки. Фаррадэй сообщает ему, что Дайна сбежала из тюрьмы за шесть месяцев до освобождения, значит у неё была для этого очень веская причина. Предупредив Джани о возможной опасности, детективы уходят. Среди ночи Блэки слышит какой-то шум. Взяв пистолет, он выходит в гостиную, замечая, как из квартиры выбегает женщина.
Утром Джани завтракает с Коротышкой, явно сильно волнуясь. Вскоре появляется Блэки, сообщая, что ночью в квартире была Дайна. Блэки, однако, замечает, что она не собиралась ни в кого стрелять, а явно что-то искала. Подозревая, что Джани всё-таки спрятал где-то 100 тысяч долларов, Блэки отбирает у него связку с ключами, находя среди них ключ от банковской ячейки. После чего Блэки передаёт пистолет Коротышке, чтобы тот покараулил Джани. Снова переодевшись в Джани, Блэки приходит в банк, куда следом подъезжает и Дайна, которая с утра следила за его машиной. Сославшись на пораненную руку, Блэки получает у управляющего разрешение вскрыть ячейку без подписи документов. В банковской ячейке Блэки находит конверт с деньгами, который забирает с собой. Когда он выходит из банка и садится в машину, Дайна садится рядом с ним. Достав револьвер, она отбирает у Блэки конверт и требует, чтобы он вышел, а сама уезжает на его машине. Поймав такси, Блэки направляется в театр «Орфей», по дороге проверяя пачку с деньгами, которую успел вынуть из конверта. Открыв вскоре конверт, Дайна видит, что он пуст.
Блэки заходит в гримёрку к Айрин и рассказывает, что ночью Дайна проникла в квартиру Джани, потом ей удалось сбежать, но теперь стало ясно, что её интересуют только деньги. На суде Дайна утверждала, что оставила все деньги Джани, и сейчас хочет получить свою долю. Айрин же отвечает, что, по словам Джани, у него никогда не было этих денег и с него сняли все обвинения. Блэки же утверждает, что Джани её обманул. На самом деле, он спрятал деньги. Блэки говорит, что похищенная сумма была в 1000-долларовых бумажках, и все они были переписаны, поэтому Джани боялся ими воспользоваться. Айрин просит Блэки отдать ей эти деньги, которые она передаст Дайне. Ей деньги не нужны, она просто хочет, чтобы их оставили в покое. Блэки отвечает, что не может этого сделать, так как деньги ему нужны для того, чтобы выманить Дайну и вернуть её обратно в тюрьму, тем самым сняв обвинения с себя самого.
Когда Бёртон (Тед Хехт) возвращается в свою квартиру, то обнаруживает там труп настоящего Джани, после чего немедленно вызывает полицию. Тем временем Блэки в паре с Айрин выступает на сцене. Из зала за представлением наблюдают как Фаррадэй с Мэтьюзом, так и Дайна. Прямо во время своего номера Блэки извлекает из шкатулки пачку в 100 тысяч долларов 1000-долларовыми купюрами, уверяя публику, что это не бутафорские деньги, а настоящие. Он приглашает эксперта из зала, который подтверждает их подлинность. Блэки просит волонтёра сжечь одну купюру, а затем сам поджигает остальные купюры. Блэки кладёт горящие купюры в шкатулку, и сказав волшебные слова, достаёт из шкатулки не тронутые огнём деньги. В этот момент Фаррадэю по телефону сообщают, что Джани был убит, и проходящий мимо Коротышка слышит это. Фаррадэй однако не верит в это сообщение, полагая, что только что видел Джани выступающим на сцене. Переодевшись ассистентом, Коротышка выбегает на сцену, чтобы сообщить Блэки новость о смерти Джани, тот же предлагает ему принять участие в номере с разрезанием пилой. Упав на пол, Коротышка шепчет об убийстве Джани, но Айрин отказывается в это поверить. Затем он говорит, что Фаррадэй находится за кулисами, и Блэки надо немедленно бежать. Однако детективы успевают их задержать и доставляют в камеру.
Коротышка рассказывает Блэки, что произошло ночью. Он услышал какой-то шум, после чего зашёл в комнату, и она ударила его по голове. Он думает, что это была Дайна, хотя не смог её разглядеть. Когда Коротышка пришёл в себя, он спрятал труп Джани в шкаф и отправился на поиски Блэки. Блэки говорит, что сегодняшним номером с деньгами пытался привлечь внимание Дайны, и полагает, что она в отчаянии, если пошла на убийство Джани. Блэки говорит, что Дайна будет искать его, чтобы получить деньги, которые он спрятал в надёжном месте. Вдруг на свидание к Блэки приходит Айрин, которая интересуется, есть ли у Блэки те самые деньги. Он уверяет её, что спрятал деньги в волшебной шкатулке, после чего по требованию охраны Айрин уходит. Сидя в камере, Блэки и Коротышка с помощью фокуса с чтением мыслей привлекают внимание охранника, который открывает камеру и собирается принять участие в фокусе. Они завязывают ему глаза, запирают в камере и сбегают.
Тем временем эксперт в квартире Бёртона устанавливает, что Джани был застрелен около шести часов назад выстрелом в спину ниже сердца. Фаррадэй заключает, что это Блэки убил Джани и теперь выдаёт себя за него. Инспектору сообщают, что Блэки только что сбежал из тюрьмы. Тем временем Блэки добирается до театра «Орфей» и по пожарной лестнице проникает в театр. Раздаётся выстрел, и Блэки видит на полу тело убитой Дайны и Айрин с пистолетом в руке. Он добивается от девушки признания, что она убила и Джани тоже. Ночью в квартире Джани была не Дайна, а именно она. Полагая, что там никого нет, она хотела тщательно обыскать квартиру в поисках денег. Блэки догадывается, что всю историю с помолвкой Айрин устроила только ради того, чтобы добраться до денег. Уверенная в том, что оба убийства повесят на Блэки, Айрин рассказывает, что так как Джани не хотел говорить, где спрятал деньги, она решила выйти за него замуж. Блэки становится ясно, что это Айрин посылала Дайне в тюрьму анонимные записки в надежде, что та сбежит и приведёт её к деньгам, и тогда в браке не будет необходимости. Айрин заявляет, что когда полиция арестует Блэки, она заберёт деньги из волшебной шкатулки. Она звонит Фаррадею, сообщая, что задержала Блэки. В ожидании полиции Блэки включает музыкальный центр и крутит ручки выключателя. Затем он громко говорит, что Айрин только что призналась ему в убийстве Джани и Дайны, и теперь у неё шалят нервы. И если она не успокоится, то выдаст себя. Она отвечает, что кроме Блэки никто не знает, что она их убила, а после того, как его посадят на электрический стул, некому будет свидетельствовать против неё. Когда приезжает Фаррадэй с группой полицейских, Блэки предлагает, прежде чем арестовывать его, прослушать признание Айрин, которое он только что записал. Он подходит к музыкальному центру, и включает его, якобы, чтобы послушать запись её признания. Когда она слышит первые слова их разговора с Блэки, Айрин не выдерживает и пытается бежать, однако её задерживают. Она сознаётся в убийствах, жалея, что не убила и Блэки. Деньги, по её словам, Блэки спрятал в реквизите, на что Блэки отвечает, что деньги давно у Мэтьюза. Блэки подложил их ему в карман этим вечером, когда тот обыскивал его. После того, как Айрин уводят, Фаррадэй просит ещё раз прокрутить ему запись признания, на что Блэки говорит, что никакой записи нет, и он воспроизвёл свои слова из разговора с помощью навыков чревовещания.

## В ролях
- Честер Моррис — Бостонский Блэки
- Труди Маршалл — Айрин
- Констанс Даулинг — Дайна Моран
- Ричард Лейн — инспектор Фаррадэй
- Джордж Э. Стоун — Коротышка
- Фрэнк Салли — сержант Мэтьюз
- Уоррен Эш — Джон Лампау / Джон Джани

## Создатели фильма и исполнители главных ролей
Режиссёр Д. Росс Ледерман работал в кино с 1927 по 1950 год, поставив за это время 84 фильма, среди которых вестерны «Распря на ранчо» (1931) и «Закон с двумя кулаками» (1932), приключенческий фильм «Месть Тарзана» (1938), а также фильмы нуар «Тени на лестнице» (1941) и «Возвращение Свистуна» (1948). Он также поставил такие детективы, как «Призрачный вор» (1946) с Бостонским Блэки и «Одинокий волк в Мексике» (1947),.
Честер Моррис, который был номинирован на «Оскар» за главную роль в гангстерской мелодраме «Алиби» (1930), сыграл также в таких фильмах, как мелодрама «Развод» (1930) с Нормой Ширер, тюремная мелодрама «Казённый дом» (1930), фильм ужасов «Шёпот летучей мыши» (1930), романтическая комедия «Женщина с рыжими волосами» (1932) с Джин Харлоу и приключенческий фильм «Пятеро вернувшихся назад» (1939) с Люсиль Болл.
Труди Маршалл снималась в кино с 1942 по 1975 год, появившись за это время в 35 фильмах. Пик её кинокарьеры пришёлся на 1940-е годы, когда она сыграла в таких фильмах, как «Танцующие мастера» (1943), «Салливаны» (1944), «Пурпурное сердце» (1944), «Сестрички Долли» (1945), «Драгонвик» (1946) и «Человек с „Фуллер Браш“» (1948). В 1950-е годы актриса появилась лишь в четырёх фильмах, после чего сыграла в комедии «Поженились слишком молодыми» (1962) и романтической мелодраме «Одного раза достаточно» (1975), которая стала её последней работой в кино.
Констанс Даулинг в период с 1944 по 1954 год сыграла в 15 фильмах, среди которых музыкальная комедия «Вступайте в ряды армии» (1944), фильмы нуар «Чёрный ангел» (1946), «Пламя» (1947) и «Слепое пятно» (1947), а также фильм ужасов «Гог» (1954). В период 1948—1950 годов она жила и работала в Италии, где снялась в семи фильмах.

## История создания фильма
Эта двенадцатый фильм в серии Columbia Pictures про Бостонского Блэки.
Рабочее название этого фильма «Быстрее, чем глаз» (англ.  Quicker Than the Eye).
Как отмечает историк кино Ким Ньюман, этот фильм по сути, является ремейком фильма «Псевдоним Бостонский Блэки» (1942). В том фильме ложно обвиненный заключенный (Ларри Паркс) сбегает во время магического шоу, которое Блэки (Честер Моррис) устраивает для заключённых мужской тюрьмы. Это вынуждает Блэки взяться за поимку беглеца, прежде чем тот успеет убить человека, который его подставил. В ремейке Блэки также разыгрывает магическое действо, но на этот раз в женской тюрьме, и заключенная (Констанс Даулинг) сбегает, намереваясь отомстить мужчине, который обманул её, присвоив похищенные ими деньги. Как в первом, так и во втором фильме Честеру Моррису предоставляется широкая возможность продемонстрировать свои немалые навыки фокусника.
Как пишет Ньюман, Моррис был искусным фокусником, и хотя Блэки показывал фокусы и в других фильмах, но это первый раз, когда он по-настоящему выступает на сцене как настоящий фокусник. Моррис даже получил разрешение Ассоциации фокусников показать в картине, как выполняется трюк с распиливанием женщины пополам. Однако эта сцена так и не вошла в окончательный вариант фильма.
В финале фильма использован приём, когда преступника с помощью обмана вынуждают сделать признание. На этот раз Блэки использует чревовещание, чтобы заставить преступника поверить в то, что он записал на восковый диск разговор с его признанием.
Фильм находился в производстве с 8 августа по 21 августа 1946 года и вышел на широкий экран 12 декабря 1946 года.

## Оценка фильма критикой
Как полагает историк кино Ким Ньюман, «после одиннадцати предыдущих фильмов сериала о Блэки этот фильм, наконец, предлагает настоящую загадку с неожиданным преступником, которого герой вычисляет и обманом вынуждает признаться, хотя дело в фильме и не заходит так далеко, чтобы появилось много подозреваемых». Ньюман выражает сожаление, что Даулинг, «белокурая крутая девушка в стиле Вероники Лейк», получает очень мало экранного времени, хотя её роль следовало бы развить за счёт сокращения некоторых затянутых комических сцен. В частности, было бы интересно показать соперничество Даулинг и Труди Маршалл, однако героиням «для этого явно не хватает реплик».
Современный кинокритик Деннис Шварц невысоко оценил картину, назвав «второстепенным 12-м фильмом в развлекательном легковесном шаблонном криминальном сериале о Бостонском Блэки». По мнению критика, история фильма «неинтересная и совершенно невероятная», и в ней «больше глупой комедии, чем саспенса». Все старания Блэки с переодеваниями, маскировкой и демонстрацией фокусов, «чтобы поддерживать эту убогую сюжетную линию, так и не дают результата».